# Mamphela Ramphele

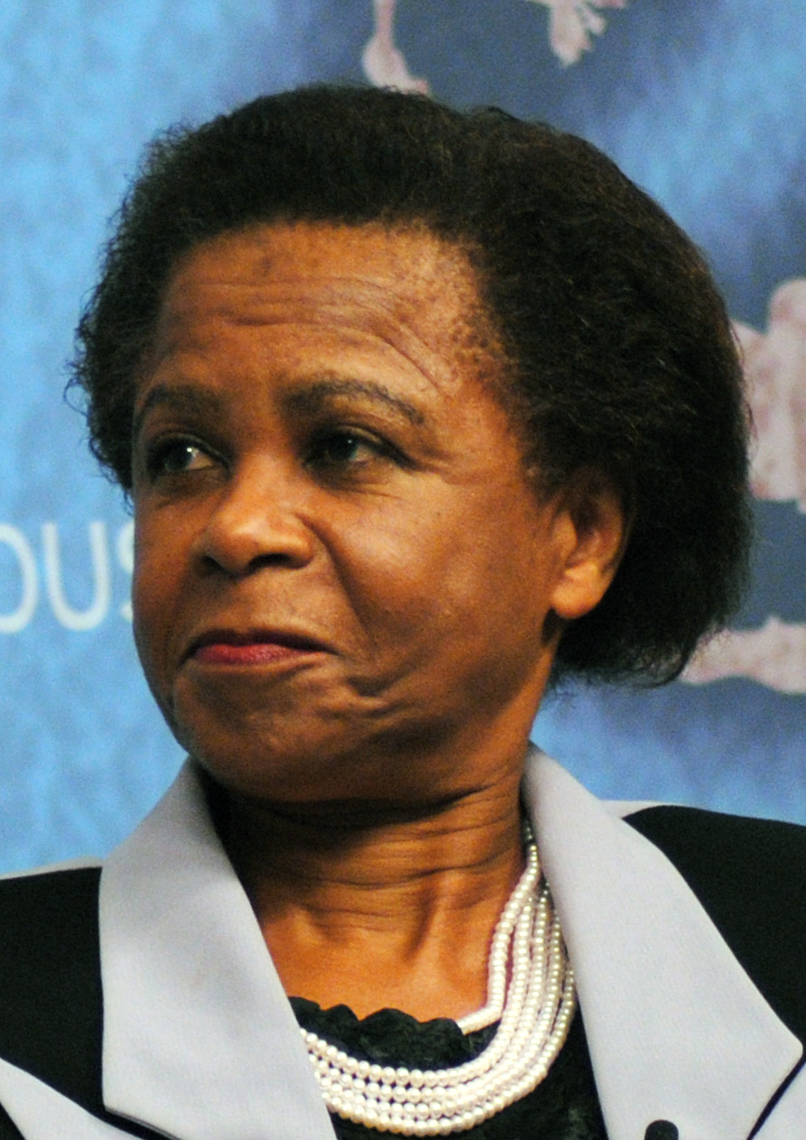
Mamphela Ramphele (2013)

Mamphela Aletta Ramphele (* 28. Dezember 1947 im Bochum District, Northern Transvaal, heute Provinz Limpopo) ist eine südafrikanische Ärztin, Geschäftsfrau und ehemalige Politikerin. Sie war Partnerin von Steve Biko, dem Begründer des Black Consciousness Movement, arbeitete als Managing Director für die Weltbank und gründete 2013 die Partei Agang South Africa.
2018 wurden sie und Sandrine Dixson-Declève zu gleichberechtigten Präsidentinnen des Club of Rome gewählt, als erste Frauen in dieser Funktion.

## Leben
Ramphele wuchs als Kind von zwei Grundschullehrern, Rangoato Rahab (Mutter) und Pitsi Eliphaz Ramphele (Vater) auf. Ihr Vater wurde 1944 Leiter der Stephanus Hofmeyr Farms School. Sie schloss 1966 die Setotolwane High School als eines der beiden einzigen Mädchen ihrer Klasse ab. Zwei Jahre lang absolvierte sie eine Vorausbildung zum Medizinstudium an der damaligen University of the North, der heutigen Universität Limpopo, und ging dann 1968 an die Medical School der University of Natal. Während des Studiums kam sie in Kontakt mit dem Black Consciousness Movement (BCM), zur selben Zeit wie Steve Biko. Sie engagierte sich besonders für die Entwicklungsarbeit in der schwarzen Bevölkerungsgruppe. Trotz der Belastungen schloss sie 1972 ihr Medizinstudium erfolgreich ab. Ihre ersten Assistenzarztstellen bekam sie in Durban und Port Elizabeth.
Aus der Beziehung mit Biko, der zu diesem Zeitpunkt verheiratet war, gingen zwei Kinder hervor. Die Tochter starb nach zwei Monaten an Lungenentzündung. Der Sohn, Hlumelo Biko, kam erst nach dem Tod seines Vaters 1978 zur Welt.
Wegen des Besitzes gebannter Literatur erhoben die Justizbehörden 1974 auf der Basis des Suppression of Communism Act gegen sie Anklage.
Aufgrund ihrer politischen Aktivitäten wurde Ramphele 1977 nach den damaligen Sicherheitsgesetzen gebannt und in die Stadt Tzaneen im Nordosten des Transvaal verbannt. Dort wurde sie in ihren Aktivitäten im Gesundheitswesen behindert, indem sie eine erneute Bannungsverfügung erhielt, der zufolge sie die von ihr gegründeten Stationen außerhalb von Tzaneen nicht aufsuchen durfte. Seit 1975 studierte sie das Fach Wirtschaftswissenschaften im Fernstudium und machte einen Abschluss 1984 an der University of South Africa. Sie erhielt die Genehmigung durch die Polizei, an der Witwatersrand-Universität in Johannesburg jeweils einen Postgraduateabschluss in Tropischer Hygiene und in Öffentlicher Gesundheitsfürsorge zu machen.
Nach dem Ende der Verbannung ging Ramphele 1986 nach Kapstadt, wo Professor Francis Wilson ihr an der Universität Kapstadt ein Forschungsstipendium vermittelt hatte. Mit Wilson arbeitete sie fortan an der South African Labour Development Research Unit (SALDRU) der Universität und veröffentlichte mit ihm zwei Bücher. 1991 wurde sie an der Universität Kapstadt im Fach Sozialanthropologie zum Thema Empowerment and the Politics of Space promoviert. Im selben Jahr wurde sie stellvertretende Vizekanzlerin der Universität.

## Nach dem Ende der Apartheid
Ramphele wurde 1996 Vice-Chancellor der Universität Kapstadt und im Jahre 2000 als eine von vier Managing Directors an die Weltbank nach Washington, D.C. berufen.
2013 lebt sie als Geschäftsfrau in Kapstadt. Sie war und ist in Führungsgremien mehrerer in Südafrika tätiger Unternehmen, wie Anglo American South Africa und Transnet, vertreten und seit 2005 Vorsitzende von Circle Capital Ventures Ltd. Von 2010 bis 2013 stand sie als Vorsitzende an der Spitze des Unternehmens Goldfields Ltd. Sie gilt als eine der schärfsten Kritikerinnen der Regierung des African National Congress (ANC) und ihrer Vertreter wie z. B. dem ehemaligen Staatspräsident Jacob Zuma.
Sie ist die führende Figur der Partei Agang South Africa (Nord-Sotho/Setswana und englisch; etwa: „Lasst uns Südafrika bauen“), die am 22. Juni 2013 in Pretoria gegründet wurde. Am Vortag hatte bereits der ehemalige Erzbischof Desmond Tutu seine Unterstützung für Mamphela Ramphele geäußert.
Ende Januar 2014 wurde Ramphele von Helen Zille, der Vorsitzenden der größten Oppositionspartei Südafrikas Democratic Alliance (DA), als mögliche Spitzenkandidatin der DA vorgestellt. Voraussetzung für eine Kandidatur war jedoch, dass Ramphele Agang South Africa verlässt. Am 3. Februar 2014 teilte Zille mit, dass Ramphele ihre Partei nicht verlassen werde und somit eine Kandidatur für die DA nicht möglich sei. Rampheles Partei erhielt bei den Wahlen 2014 zwei Sitze, von denen sie einen Sitz einnahm, später aber zurücktrat.
2018 wurden Ramphele und die Belgierin Sandrine Dixson-Declève zu gleichberechtigten Präsidentinnen des Club of Rome gewählt, als erste Frauen in dieser Funktion. Ihre Amtszeit endete 2023. In dieser Zeit war sie auch als Autorin am Projekt earth for all beteiligt. Außerdem ist sie Vorsitzende des Desmond Tutu IP Trust.

## Auszeichnungen und Preise
- 1988: Carnegie Distinguished International Fellowship für die Zeit von 1988/1989 an der Harvard University, USA
- 1990: Noma-Preis für afrikanische Literatur für das Buch Uprooting Poverty: The South African Challenge (mit Francis Wilson)
- 1991: Ehrendoktorwürde der Tufts University, Medford/Somerville, Massachusetts, USA
- 1999: Aufnahme als Mitglied in die American Academy of Arts and Sciences.
- Ehrendoktorwürde der Medizinischen Fakultät der Universität von KwaZulu-Natal.
- 2001: Ehrendoktorwürde der University of Cambridge.[8]
- 2010: Aufnahme in den Order of Simon of Cyrene der Anglican Church of Southern Africa.

## Veröffentlichungen
- 1984: mit R. Ramalepe: Rural Health Care: The Tears and Joy. Kapstadt, ISBN 0-7992-0851-5.
- 1989: Uprooting Poverty: The South African Challenge. (mit Francis Wilson) Report for the Second Carnegie Inquiry into Poverty and Development in Southern Africa, David Philip Publishing, Claremont. ISBN 0-86486-072-2
- 1991: Bounds of Possibility: The Legacy of Steve Biko (als Mitherausgeberin).
- 1993: A Bed called Home, Kapstadt. Basiert auf ihrer Doktorarbeit mit dem Titel: The Politics of Space.
- 1994: Standards: The Loaded Term. University of Cape Town Press, Kapstadt, 07792-1498-1.
- 1995: A Life. Philip, Kapstadt, ISBN 0-86486-297-0.
  - 1998: in deutscher Sprache: Meiner Freiheit keine Grenzen: Autobiographie. Lamuv-Verlag, Göttingen, ISBN 3-88977-522-5.
- 1995: The Affirmative Action Book: Towards an Equity Environment, IDASA Public Information Centre, Kapstadt 1995, ISBN 1-874864241.
- 2002: Steering by the Stars: Being Young in South Africa. Tafelberg, Kapstadt, ISBN 0-624040968.
- 2008: Laying Ghosts to Rest: Dilemmas of the Transformation in South Africa. Tafelberg, Kapstadt, ISBN 978-0-624045793.
- 2013: Socio-economic Equity and Democratic Freedom in South Africa. LIT Verlag, Wien 2013, ISBN 978-3-643-80162-3.
- 2014: A Passion for Freedom: My Life. I.B. Tauris, London, ISBN 978-1-78453-042-6.